# Askaridose
Die Askaridose ist der Befall des Menschen mit dem Spulwurm (Ascaris lumbricoides). Der Begriff Askaridose wird auch in der Tiermedizin verwendet, hier sind es aber andere Vertreter der Spulwürmer.

## Verbreitung
Die erste Erwähnung dieses Wurms findet sich im Papyrus Ebers, der um 1540 v. Chr. verfasst wurde. Damit ist er einer der am längsten bekannten parasitären Fadenwürmer. Er ist weltweit besonders in tropischen und subtropischen Gebieten verbreitet, aber an eine gewisse Bodenfeuchtigkeit gebunden. Durch die sehr widerstandsfähigen Eier, die bis zu vier Jahre infektiös bleiben und auch von den meisten Chemikalien nicht getötet werden, kann er sich lange in bestimmten Gebieten halten. Es sind etwa 22 % der Weltbevölkerung infiziert, wovon bis zu 1 % dem Parasiten erliegt. Der Mensch kann sich auch mit dem morphologisch nicht vom Menschenspulwurm (Ascaris lumbricoides) zu unterscheidenden Schweinespulwurm (Ascaris suum) infizieren. Genetische Untersuchungen dieser beiden zeigen keine wesentlichen Unterscheide und legen nahe, dass es sich um dieselbe Spezies handelt.

## Lebenszyklus und Übertragung
Weibchen werden bis zu 40 cm lang bei einem Durchmesser von 5 mm, Männchen erreichen bis 25 cm Länge und einen Durchmesser von 3 mm. Die von erwachsenen Weibchen im Darm abgelegten, etwa 0,05 mm großen Eier gelangen mit dem Kot in die Umwelt. Dort findet bei ausreichender Feuchtigkeit, Temperaturen von 9 °C bis 35 °C und Sauerstoff noch im Ei die Entwicklung über das erste Larvenstadium mit Häutung zum zweiten Stadium der Larve statt, was unter Laborbedingungen etwa 12 Tage, im Freien auch 2 bis 6 Wochen dauern kann. Das Ei mit der infektionsfähigen L2-Generation wird vom Wirt meist durch mit Eiern kontaminierter Nahrung aufgenommen.
Im Dünndarm schlüpft die herangereifte etwa 0,2 mm lange Larve und bohrt sich durch die Darmwand. Mit dem Blutstrom wandert sie zur Leber, häutet sich dort wieder und wächst im dritten Larvenstadium heran. Diese L3-Larve gelangt dann über die untere Hohlvene zum Herzen und weiter über die Lungenarterien in das Kapillarnetz um die Lungenbläschen. Von dort bricht sie meist durch die Wand des Blutgefäßes in den Luftraum der Alveolen, wo sie sich abermals häutet (viertes Larvenstadium). Die rund 1,4 mm lange L4-Larve gelangt sodann unterstützt vom Flimmerepithel über Bronchiolen, Bronchien und Luftröhre zum Kehlkopf. Oft löst dies einen Hustenreflex aus, und sie kann abgehustet und ausgespuckt oder geschluckt werden. Mit letzterem kehrt die Larve wieder zum Dünndarm zurück, wo sie sich zum erwachsenen Tier häutet. Etwa zwei Monate nach der Infektion können dann wieder Eier im Stuhl nachweisbar sein, diesen Zeitraum nennt man Präpatenz. Die adulten Weibchen legen am Tag bis zu 200.000 Eier, in ihrem Eierstock sind bis zu 27 Millionen Eier angelegt. Die Lebensdauer des Parasiten kann bis zu eineinhalb Jahren betragen.

## Klinische Symptome
Häufig bleibt eine Infektion mit Spulwürmern unauffällig. Gelegentlich kommt es zu allergischen Reaktionen. Anzeichen einer klinischen Erkrankung treten meist erst bei schwerem Befall auf. Sie sind weitgehend unspezifisch und betreffen vornehmlich Lunge und Atemwege (Larvenstadien) sowie den Verdauungstrakt (adulte Würmer). Die Wanderung der Ascaris-Larven durch die Lungen kann nicht nur Husten auslösen, sondern zu einer Pneumonie führen mit Fieber, Auswurf, Verschleimung und asthmaähnlichen Anfällen. Ascariasis ist weltweit die häufigste Ursache für ein Löffler-Syndrom. Im Darm können die adulten Würmer die Bauchspeicheldrüsengänge oder die Gallengänge blockieren und damit Koliken hervorrufen. Ein massenhaftes Auftreten kann zu einem Darmverschluss führen, mit nachfolgender Darmlähmung (Ileus). Zu den chronischen Folgen eines schweren Befalls zählen Untergewicht und Wachstumsstörungen durch mangelhafte Verdauung (Maldigestion) bzw. mangelnde intestinale Aufnahme (Malabsorption) der zugeführten Nahrung.

## Diagnose
Die Diagnose des Spulwurmbefalls erfolgt am effektivsten durch eine Kotuntersuchung mittels des Flotationsverfahrens. Hierbei werden die dickschaligen, 70 bis 80 µm großen Eier nachgewiesen. Weiterhin ist der serologische Nachweis einer larvalen Spulwurminfektion mittels ELISA möglich. Während der Invasionsphase ist die Stuhluntersuchung negativ, ebenso bei einem Befall mit ausschließlich männlichen Spulwürmern.
Neben dem Befall mit dem Menschenspulwurm Ascaris lumbricoides ist eine Infektion mit anderen Spulwürmern möglich, etwa dem Schweinespulwurm (Ascaris suum) oder denen von Kleintieren wie Hund und Katze (Toxascaris leonina, Toxocara canis, Toxocara mystax). Für diese ist der Mensch ein Fehlwirt, sodass sich keine geschlechtsreifen Würmer entwickeln. Daher können in diesen Fällen keine Eier nachgewiesen werden, und die Stuhluntersuchung bleibt negativ. Sie können beim Menschen als Eingeweidewanderlarve (Larva migrans visceralis) auftreten und eine Toxocariasis auslösen.

## Vorbeugung
Eine effektive vorbeugende Maßnahme besteht im konsequenten Händewaschen vor jeder Nahrungsaufnahme. Der Verzehr kotgedüngter Gemüse sollte vermieden, Fäkalien unter hygienischen Gesichtspunkten beseitigt werden. In der Familie gehaltene Kleintiere bedürfen einer regelmäßigen Entwurmung.

## Bekämpfung
Zur Behandlung von mit Spulwürmern befallenen Menschen werden die Antiparasitika Mebendazol oder Albendazol verabreicht und die Gabe wird nach zwei bis vier Wochen wiederholt.
Insbesondere im Bereich der Veterinärmedizin hat der Einsatz von Medikamenten zur Spulwurmbekämpfung (Anthelminthika) eine große Bedeutung. Die derzeit bedeutendste Stoffklasse sind die Benzimidazole, deren meistverwendete Vertreter neben Flubendazol vor allem Fenbendazol und Mebendazol sind. Ebenfalls häufig verwendete Wirkstoffgruppen sind Tetrahydropyrimidine (hier vor allem das Pyrantel) und Imidazothiazole (v. a. Levamisol). Als relativ neue Wirkstoffgruppe gelten Ivermectine (beispielsweise Moxidectin, Doramectin, Milbemycin).
Ältere Anthelminthika wie Piperazin oder auch organische Phosphorsäureester wie Dichlorvos spielen nur noch eine untergeordnete Rolle.
Bei Befall beim Menschen sind in seltenen Fällen invasive Eingriffe in Form einer Entfernung im Rahmen einer Darmspiegelung nötig. Dabei werden die Würmer mit einem Greifarm am Kopf des Endoskops erfasst und durch den After entnommen. Ein anderes, selten notwendiges Operationsverfahren wird nur bei darmblockierendem Befall angewandt. Dabei wird die betroffene Zone im Darm des Patienten mit einem Schnitt geöffnet und die Wurmansammlungen manuell vom Arzt in Richtung Schnittöffnung vorsichtig herausgedrückt, oder der entsprechende Darmabschnitt reseziert.

## Askaridosen bei Tieren
Ein Spulwurmbefall kommt bei nahezu allen Säugetieren und Vögeln vor, allerdings treten dabei andere Arten als der Spulwurm des Menschen auf: siehe
Spulwurmbefall des Hundes, Spulwurmbefall der Katze, Spulwurmbefall des Pferdes, Spulwurmbefall des Rindes, Spulwurmbefall der Schweine, Spulwurmbefall des Geflügels.